# Alstroemeria espigonensis
Alstroemeria espigonensis este o specie de plante monocotiledonate din genul Alstroemeria, familia Alstroemeriaceae, descrisă de Pierfelice Ravenna. Conform Catalogue of Life specia Alstroemeria espigonensis nu are subspecii cunoscute.